# Roitzbach
De Roitzbach is een beek in het oosten van het Groothertogdom Luxemburg, in het Luxemburgse Mullerthal. De beek ontspringt op het plateau van Berdorf en stroomt naar de Zwarte Ernz waar ze uitmondt in de buurt van het gehucht Vugelsmillen nabij Grundhof.
De beek heeft in zijn bovenloop een nauwe kloof, de Roitzbachschlüff, uitgegraven door de Luxemburgse Zandsteen, een zandsteenformatie uit het Lias (+/- 200 miljoen jaar oud), en heeft daar verscheidene karakteristieke rotsformaties achtergelaten die de streek zijn naam Klein Zwitserland hebben gegeven. Zo zijn onder andere de Adlerhorst (Arendsnest), Räuberhöhle (Rovershol), Heroldt en Sieweschlüff (Zeven kloven) bereikbaar vanuit de Roitzbachschlüff. Vanuit Berdorf leidt een lokale wandeling B2 door de vallei en langs de belangrijkste rotsformaties.
De spleten in de zandsteenrotsen (diaklazen) in de vallei vormen de habitat voor de belangrijkste populatie van de zeldzame platte vliesvaren (Hymenophyllum tunbrigense) op het Europese vasteland.